# Mk13 (魚雷)

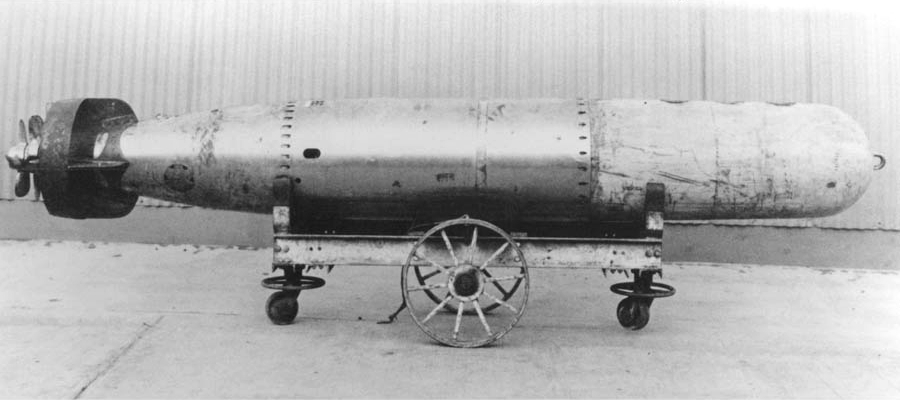
Mk 13 Model6 航空魚雷

Mk 13はアメリカ海軍が運用していた航空魚雷である。
雷撃機に搭載される対艦攻撃魚雷であり、第二次世界大戦中に最も多く用いられた航空魚雷で、戦争中に1万7千発が生産された。

## 概要
原型は1925年に設計され、アメリカ海軍の要求に応じて改良された。初期型は、低空低速投下であっても航走しないなど運用に難があったが、1944年以降は改良され、後期型は炸薬にトーペックスを用い、高度約2,400 ft (730 m)、最大速度410 knots (760 km/h)という条件で投下されても航走するなど、信頼性が改善された。最終的にMk13の重量は 2,216 lb (1,005 kg)で600 lb (270 kg)のトーペックス弾頭を備えた。
また、Mk13はMk14よりも12.8ノット (23.7 km/h; 14.7 mph)遅く、Mk14やMk15と同様に、調定深度を水深10フィート以下に設定した場合には、着発信管が不発になり磁気信管が早く爆発する等の問題があった。Mk13は直径の大型化、重量低減、負の浮力を減らし航走速度を下げる、MkIVの磁気信管の低感度化などの改善を重ねてこれらの問題を回避した。
第二次世界大戦後は、Mk13は最も信頼性のある航空魚雷の一つとして考えられるに至った。

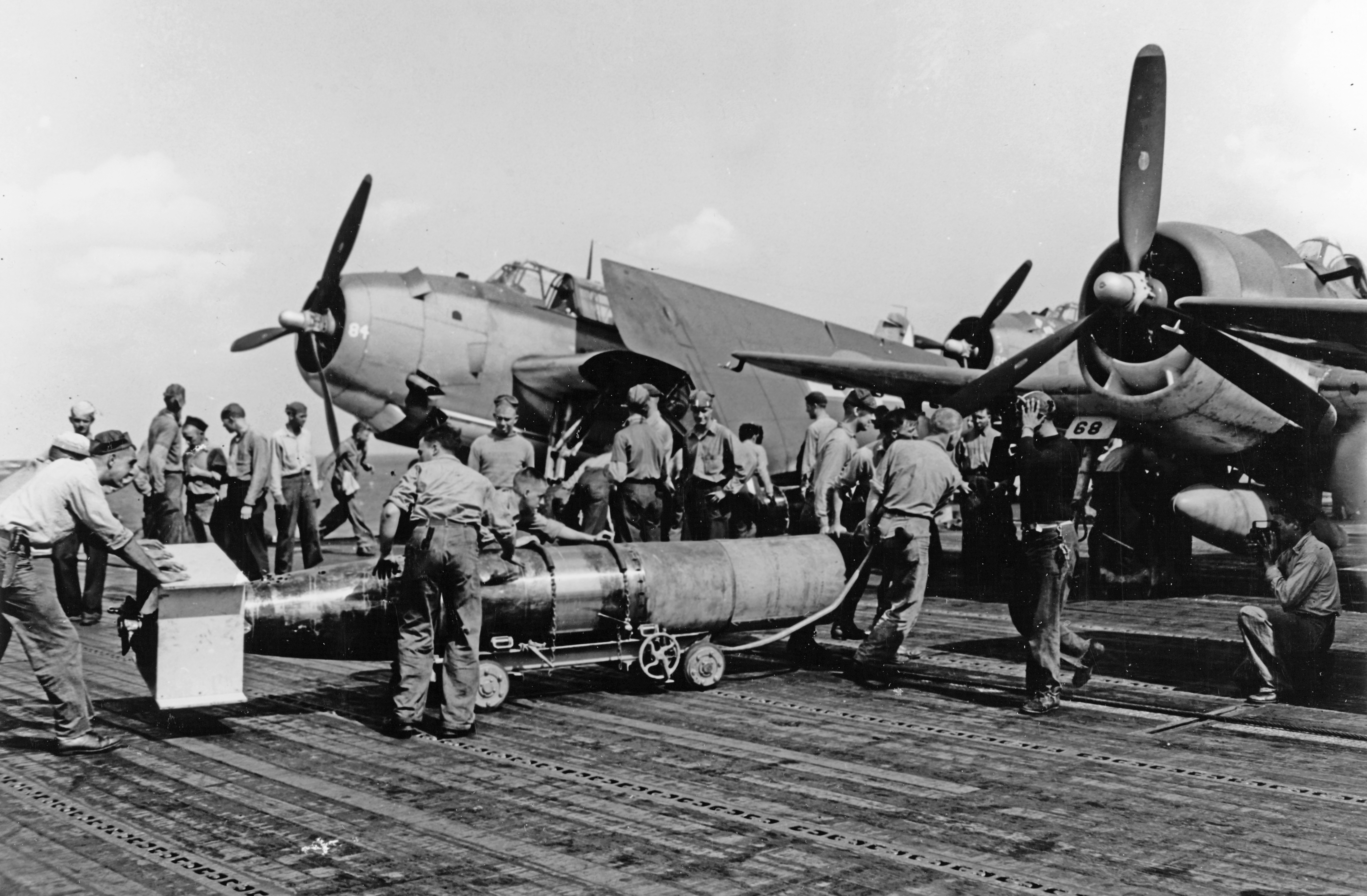
1944年に空母ワスプ (CV-18)艦上でグラマン TBF アヴェンジャー雷撃機に搭載されるMk 13魚雷。 魚雷の先頭部には水面への着水時に離脱する、前頭部と尾部を保護する為の木製の保護カバーが取り付けられている。
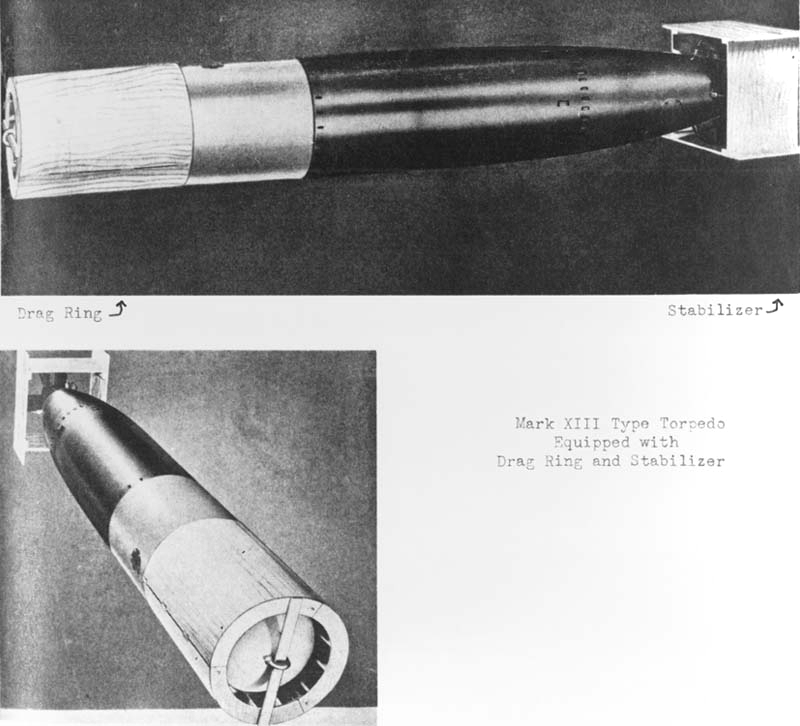
保護カバーを装着した状態のMk 13魚雷
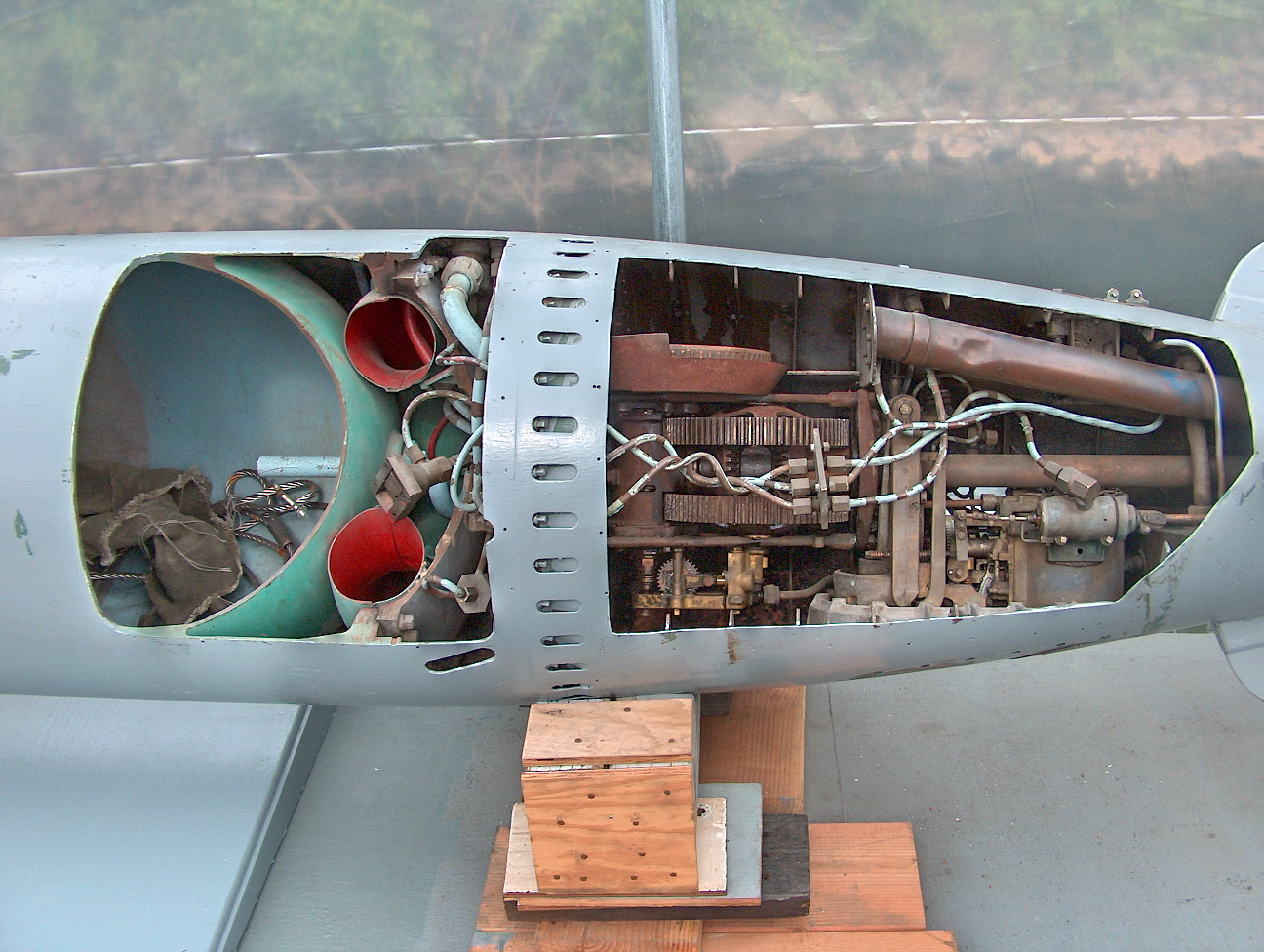
機関部のカットモデル

## 諸元
|          | Mark.13魚雷              |
| -------- | ------------------------ |
| 全長     | 161in (4.09m)            |
| 直径     | 22.5in (572mm)           |
| 総重量   | 2,216lbs (1,005kg)       |
| 弾頭重量 | 600lbs (272kg) Torpex    |
| 速度     | 33.5kn (38.6mph, 62km/h) |
| 射程     | 6,300yd (5,761m)         |